# Cirrhopetalum fletcheranum
Cirrhopetalum fletcheranum là một loài thực vật có hoa trong họ Lan. Loài này được (Pearson) Rolfe mô tả khoa học đầu tiên năm 1915.